# رستم و سهراب (انیمیشن)
رستم و سهراب نام یک پویانمایی ایرانی است که در شهر بروجرد تولید شده است و محصول مشترک مرکز گسترش سینمای مستند و تجربی و استودیو انیمیشن آریا (برادران دالوند) است. کیانوش دالوند کارگردان این اثر سه بعدی است. حق کپی‌رایت این پویانمایی توسط روسیه و امارات متحده عربی خریداری شد.

## خلاصه داستان
رستم قهرمان بزرگ ایران زمین، در پی یافتن اسب گمشده خود (رخش) به شهر سمنگان پا می‌گذارد و در نهایت دل در گرو عشق تهمینه، شاهزاده زیبا روی سمنگانی می‌نهد. اما تقدیر چیز دیگری می‌خواهد و رستم برای کمک به میهنش، پیش از تولد فرزند خود مجبور به ترک سمنگان و رفتن به جنگ می‌شود و …

## صداپیشگان
- محمدرضا علیمردانی
- مجید حبیبی
- آیسن نوروزی
- امین الیاسیان
- علی باقرلی
- مهدی بقائیان
- مهشید اژده فر
- حامد بیطرفان
- مهراد میراکبری
- مهدی قاسمی
- مریم باقری
- سعید شریف

## بخش انیمیشن
پویانما: حسین کمال آبادی 

## تغییرات داستان اصلی
بر خلاف داستان اصلی رستم و سهراب، در پایان این انیمیشن سهراب بدست پدر کشته نمی‌شود. در واقع قبل از نبرد نهایی رستم و سهراب، تهمینه متوجه ماجرا می‌شود و بلافاصله با اسب به طرف محل واقعه می‌رود. رستم و سهراب مبارزه نهایی خود را آغاز می‌کنند. هنگامی که تهمینه نزدیک محل مبارزه می‌شود، افراسیاب متوجه می‌شود و دستور می‌دهد که جلوی تهمینه را بگیرند. سربازان شاه تهمینه را از اسب به پایین پرتاب کرده و شلاقی بر صورت او می‌زنند. تهمینه بلند می‌شود و با پای پیاده به طرف محل مبارزه می‌رود. از آن سو رستم و سهراب که در حال مبارزه هستند، ناگهان بازوبند سهراب با ضربه‌ی محکمی که رستم به بازو سهراب می‌زند بر هوا پرتاب می‌شود و رستم آن را می‌بیند. شوکه می‌شود و گرز از دستانش به زمین پرتاب می‌شود.سهراب از این فرصت استفاده کرده و رستم را زمین می‌زند.چاقویی می‌کشد تا رستم را بکشد که تهمینه سر ‌می‌رسد و به سهراب می‌گوید که رستم پدرش است. افراسیاب که از دور شاهد ماجرا بوده است خشمگین می‌شود و دستور می‌دهد که حال که سهراب و رستم از نبرد خسته اند سربازان آنها را به قتل برسانند اما سهراب آن هارا می‌کشد و بدین ترتیب سهراب زنده می‌ماند.